# Sauvagesia deflexifolia
Sauvagesia deflexifolia är en tvåhjärtbladig växtart som beskrevs av Gardn.. Sauvagesia deflexifolia ingår i släktet Sauvagesia och familjen Ochnaceae. Inga underarter finns listade i Catalogue of Life.